# I Am… Sasha Fierce
I Am… Sasha Fierce je třetí sólové studiové album americké Rhythm and bluesové zpěvačky Beyoncé, které vyšlo 12. listopadu 2008 v USA. I Am… Sasha Fierce je řazený časopisem Entertainment Weekly na druhé místo žebříčku deseti nejlepších alb roku 2008. Bylo to také desáté nejprodávanější album v roce 2008 ve Spojených státech amerických.
Album vystoupalo na první místo hitparád 32 zemí. Album debutovalo na prvním místě americké hitparády Billboard 200 chart, což dělá z Beyoncé druhou nejúspěšnější zpěvačku R & B v tomto desetiletí. [zdroj?]
Album obsahuje hity "If I Were a Boy", "Single Ladies (Put a Ring on It)", "Halo", v Austrálii a ve Velké Británii v Top dominují písně "Sweet Dreams, v USA "Diva"a "Ego".
I Am… Sasha Fierce (Platinum Edition) byla vydána 4. září 2009.

## Propagace a vydání
Prvními singly z alba I Am… Sasha Fierce jsou "If I Were a Boy" a "Single Ladies (Put a Ring on It)", které měly svou první premiéru v amerických rádiích a tudíž v celém USA 7. října 2008 . Ve stejný den natočila pro tyto singly u společnosti Columbia Records hudební videa (If I Were a Boy a Single Ladies (Put a Ring on It)) a nafotila k oběma singlům a k albu obaly.

## Seznam písní

### Standardní edice
Disk 1I Am…
1. "If I Were a Boy" (Toby Gad, BC Jean) – 4:09
2. "Halo" (Knowles, Tedder, Evan "Kidd" Bogart) – 4:21
3. "Disappear" (Knowles, Ghost, Dave McCracken, Dench) – 4:27
4. "Broken-Hearted Girl" (Knowles, Eriksen, Hermansen, Babyface) – 4:37
5. "Ave Maria" (Knowles, Eriksen, Hermansen) – 3:41
6. "Satellites" (Knowles, Ghost, McCracken, Dench) – 3:06
7. "Save the Hero" (Knowles, Rico Love, James Scheffer, Alexandra Tamposi) (iTunes bonus Track) – 4:33

Disk 2Sasha Fierce
1. "Single Ladies (Put a Ring on It)" (Knowles, Stewart, Nash, Harrell) – 3:13
2. "Radio" (Knowles, Jonsin, Love, D-Town) – 3:38
3. "Diva" (Knowles, Crawford, Garrett) – 3:20
4. "Sweet Dreams" (Knowles, Jonsin, Love, Wilkins) – 3:28
5. "Video Phone feat. Lady Gaga" (Knowles,Lady Gaga, Crawford & Garrett) – 3:35
6. "Why Don't You Love Me" (B. Knowles, S. Knowles, Bama Boyz) – 3:23

### Deluxe edition (luxusní edice)
Disc 1I Am…
1. "If I Were a Boy" (BC Jean, Toby Gad) – 4:09
2. "Halo" (Knowles, Tedder, Evan "Kidd" Bogart) – 4:21
3. "Disappear" (Knowles, Ghost, Dave McCracken, Dench) – 4:27
4. "Broken-Hearted Girl" (Knowles, Eriksen, Hermansen, Babyface) – 4:37
5. "Ave Maria" (Knowles, Eriksen, Hermansen) – 3:41
6. "Smash into You" (Knowles,Stewart, Nash) – 4:31
7. "Satellites" (Knowles, Ghost, McCracken, Dench) – 3:06
8. "That's Why You're Beautiful" (Knowles, Andrew Hey) – 3:41
9. "Save the Hero" (Knowles, Rico Love, James Scheffer, Alexandra Tamposi) (Japan & iTunes bonus Track) – 4:33
10. "Si Yo Fuera un Chico" (Mexico & Spain iTunes bonus track) – 4:09

Disc 2Sasha Fierce
1. "Single Ladies (Put a Ring on It)" (Knowles, Stewart, Nash, Harrell) – 3:13
2. "Radio" (Knowles, Jonsin, Love, D-Town) – 3:38
3. "Diva" (Knowles, Crawford, Garrett) – 3:20
4. "Sweet Dreams" (Knowles, Jonsin, Love, Wilkins) – 3:28
5. "Video Phone" (Knowles, Crawford & Garrett) – 3:35
6. "Hello" (Knowles, REO, Evan "Kidd" Bogart, David Quiñones) – 4:16
7. "Ego" (Knowles, Elvis Williams, Harold Lilly) – 3:56
8. "Scared of Lonely" (Knowles, Cristyle Johnson, Jerkins) – 3:42
9. "Why Don't You Love Me" (Knowles, S. Knowles, Bama Boyz) – 3:23

### Umístění ve světě
| Umístění ve světě (2008)               |          |             |           |
| Hitparáda                              | Umístění | Certifikace | Prodej    |
| Argentina                              | 7        |             |           |
| Austrálie                              | 8        | Platina     | 70,000+   |
| Rakousko                               | 22       |             |           |
| Belgie                                 | 12       | Zlato       | 15,000+   |
| Kanada                                 | 7        |             |           |
| Chorvatsko                             | 2        |             |           |
| Česko                                  | 26       |             |           |
| Evropa Top 100 Alba                    | 11       |             |           |
| Francie                                | 20       |             |           |
| Německo                                | 17       |             |           |
| Řecko                                  | 3        |             |           |
| Irsko                                  | 1        |             |           |
| Italie                                 | 16       |             |           |
| Japonsko                               | 3        |             |           |
| Mexiko                                 | 66       |             |           |
| Nový Zéland                            | 16       |             |           |
| Holandsko                              | 6        |             |           |
| Norsko                                 | 25       |             |           |
| Polsko (Oficjalna Lista Sprzedaży)     | 7        | Platina     | 30,000+   |
| Rusko                                  | 8        |             |           |
| Španělsko                              | 7        |             |           |
| Švédsko                                | 35       |             |           |
| Švédsko                                | 10       |             |           |
| U.S.A Billboard 200                    | 1        | Platina     | 1,535,791 |
| U.S.A Billboard Top R&B/Hip-Hop Albums | 1        | Platina     | 1,535,791 |
| Velká Británie                         | 8        |             | 382,902   |
| Umístění ve světě (2009)               |          |             |           |

### Vydání alba v datech
| Země           | datum              |
| -------------- | ------------------ |
| Japonsko       | 12. listopadu 2008 |
| Evropa         | 14. listopadu 2008 |
| Austrálie      | 15. listopadu 2008 |
| Česko          | 17. listopadu 2008 |
| Střední Východ | 17. listopadu 2008 |
| Nový Zéland    | 17. listopadu 2008 |
| Filipíny       | 17. listopadu 2008 |
| Polsko         | 17. listopadu 2008 |
| Singapur       | 17. listopadu 2008 |
| Velká Británie | 17. listopadu 2008 |
| Brazílie       | 18. listopadu 2008 |
| Kanada         | 18. listopadu 2008 |
| Jižní Afrika   | 18. listopadu 2008 |
| Indonésie      | 18. listopadu 2008 |
| USA            | 18. listopadu 2008 |
| Holandsko      | 21. listopadu 2008 |
| Mexiko         | 2. prosince 2008   |
| Turecko        | 25. prosince 2008  |